# 葉山奈美
葉山 奈美（はやま なみ、1973年9月12日 - ）は、日本の元アイドル。神奈川県逗子市出身。血液型はA型。
1996年から1998年頃まで、“プレアイドル”として活動（当時はアリエスに所属）していた。

## 略歴
神奈川県立横須賀高等学校、東京薬科大学薬学部薬学科卒業。
山梨学院大学第27回樹徳祭マスコットガール
「夏空の奇跡」や「とにかくおめでとう!!」などを持ち歌に、ライブを中心に音楽活動していたが、1998年頃に引退。
2016年6月、左乳癌の部分切除手術をするも、その後再発。
闘病生活を送る中、「TIARA るみ」として再始動。自身45歳の誕生日となる2018年9月12日にバースデーライブパーティーを開催。同年12月8日には、新大久保クオーターノートにて「20年ぶりのアイドル再挑戦ライブ」を行った。更に2019年2月24日には江の島ヨットハーバーでの女子会パーティー「輝く自分に出会う 癒しとキラキラParty」に参加した。

## 人物
得意なスポーツはテニス、弓道。
時期は不明だが事故に巻き込まれ、後遺症を患っていた。
娘がいて2019年3月に中学を卒業した。

## 音楽CD
- アルバム『HAYAMA NAMI/Hello!』[3]
レーベル：Gess Com Entertainment
規格品番：GCE-0003
収録曲
  1. Hello!
  2. ヒ・ミ・ツ
  3. Pastel
  4. 友達のまま
  5. With you
  6. せつない勇気
  7. とにかくおめでとう!!
  8. 夏空の奇跡
  9. Hello!（カラオケ）